# The Late Mr. Jones
The Late Mr. Jones è un cortometraggio muto del 1913 diretto da James Young.

## Produzione
Il film fu prodotto dalla Vitagraph Company of America.

## Distribuzione
Distribuito dalla General Film Company, il film - un cortometraggio in una bobina - uscì nelle sale cinematografiche statunitensi il 6 agosto 1913.